# グレミオ・ノヴォリゾンチーノ
グレミオ・ノヴォリゾンチーノ（ポルトガル語: Grêmio Novorizontino）は、ブラジル・サンパウロ州ノヴォ・オリゾンテを本拠地とするサッカークラブ。

## 歴史
解散したグレミオ・エスポルチーヴォ・ノヴォリゾンチーノの後継として2001年3月11日にクラブカラーとロゴを引き継いで成立。当初はアマチュアであったが、2010年にサンパウロ州サッカー協会に加入、2012年から同協会のサッカー大会に出場している。
カンピオナート・パウリスタ・セグンダ・ディビソン（サンパウロ州4部）からのスタートであったが初年度に4位で終えて昇格。2013年にカンピオナート・パウリスタ・セリエA3で優勝、2015年4月28日にカンピオナート・パウリスタ・セリエ2で2位となり、カンピオナート・パウリスタに昇格した。